# Oberhof, Aargau
Oberhof är en ort och kommun i distriktet Laufenburg i kantonen Aargau, Schweiz. Kommunen har 580 invånare (2023).